# 8886 Елеаґнус
8886 Елеаґнус (8886 Elaeagnus) — астероїд головного поясу, відкритий 9 березня 1994 року.
Тіссеранів параметр щодо Юпітера — 3,597.